# Thomas Beckington

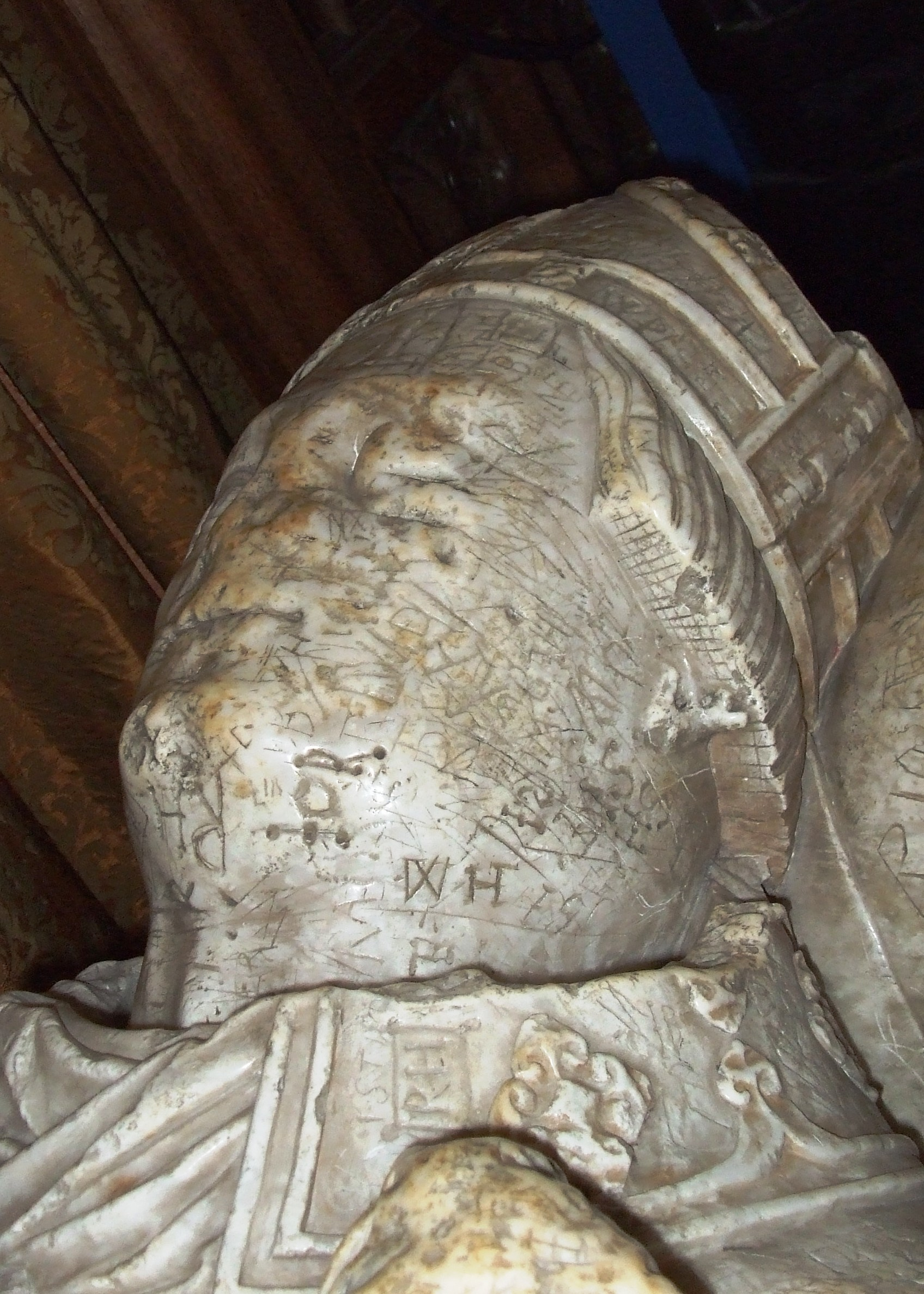
Bildnis Thomas Beckingtons auf dem von ihm entworfenen Grab

Thomas Beckington (* um 1390 in Beckington in Somerset; † 14. Januar 1465 in Wells) war ein englischer Geistlicher und Bischof von Bath und Wells.

## Ausbildung
Geboren als Sohn eines Webers wuchs Beckington in seinem Geburtsort in Somerset auf. Seine Schulbildung erhielt er ab 1403 am Winchester College in der Grafschaft Hampshire. 1406 wurde er zum Studium am New College der Universität Oxford zugelassen. Dort erlangte er den Bachelor of Civil Law und promovierte 1418 im kanonischen Recht. Bereits ab 1408 war Beckington Fellow am New College, eine Position, die er bis 1420 innehatte.

## Beruflicher Werdegang
Von seiner Alma Mater vermittelt, erhielt Beckington 1418 seine erste Stelle als Pfarrer an der St Leonard’s Chapel bei Hastings in der Grafschaft East Sussex. In der Zeit zwischen 1420 und 1423 trat er in den Dienst von Humphrey, Duke of Gloucester, der ihn zu seinem Kanzler ernannte. Daneben gehörte Beckington ab 1422 zu den Rechtsberatern von Henry Chichele, zu diesem Zeitpunkt Erzbischof von Canterbury. Zunächst hatte Beckington ab Februar 1423 das Amt des Dean of Arches inne. Seine engen Verbindungen zum Erzbischof von Canterbury brachten ihm auch eine lukrative Pfarrstelle in Sutton Courtenay ein, die er 1420 bekleidete. Hieran schlossen sich Abordnungen als Kapitular nach Gnosall, Penkridge, York und Salisbury an. Zudem war Beckington kurze Zeit im Archidiakonat von Buckingham tätig. Ein päpstliches Indult aus dem Jahr 1427 erlaubte es ihm, in Buckingham zu bleiben. Ab diesem Zeitpunkt zog er sich ein wenig aus der Öffentlichkeit zurück und war nur noch auf regionaler Ebene für die Kirche tätig. Mit der Übernahme der Krone durch Henry VI. rückte Beckington wieder in den Mittelpunkt des öffentlichen Lebens. So war er Sekretär des Königs und wurde 1439 von diesem als Teil einer Delegation nach Calais entsandt, um mit Frankreich einen Friedensvertrag auszuhandeln. 1442 schickte der König ihn erneut nach Frankreich um eine Ehe mit einer der Töchter von Jean IV. d’Armagnac zu arrangieren. Nach seiner Rückkehr wurde er im Juli 1443 zum Lordsiegelbewahrer ernannt. Diesen Posten hatte er ein Jahr inne. Am 13. Oktober 1443 folgte Beckington John Stafford als Bischof von Wells nach. Dieses Amt hatte er bis zu seinem Tod inne. Als Bischof war er sehr aktiv. So besuchte er viele der in seinem Bistum ansässigen Klöster und förderte die Ausbildung junger Geistlicher. Auch gab er zahlreiche Bauten in Wells in Auftrag, darunter etwa die Wasserversorgung der Stadt sowie mehrere Wohnhäuser am nördlichen Ende des Marktplatzes. Nach seinem Tod am 14. Januar 1465 wurde Beckington in einem von ihm selbst entworfenen Grab beigesetzt.